# Мир на проводе
«Мир на проводе» (нем. Welt am Draht) — независимый двухсерийный научно-фантастический детективный триллер Райнера Вернера Фасбиндера, вышедший в 1973 году. Считается одним из первых фильмов в жанре киберпанк. Является экранизацией романа Дэниэла Фрэнсиса Галуйе «Симулакрон-3» (1964). В отличие от книги, действия в фильме перенесены в Германию. Картина получила почётное упоминание от премии «Гримме».

## Сюжет

### 1-я серия
В Институте кибернетики и футурологии (IKZ) разработан и запущен суперкомпьютер «Симулакрон», содержащий виртуальную модель реальности, населенную искусственными личностями, известными как индивидуальные единицы. Практически сразу после запуска создатель компьютера профессор Генри Фолльмер погибает от удара током, успев перед этим сообщить начальнику службы безопасности Гюнтеру Лаузе о чём-то, что может привести к концу света. На место директора по «Симулакрону» назначают доктора Фреда Штиллера. Перед назначением к Штиллеру приходит Лаузе и рассказывает, что перед самой смертью Фолльмер рассказал ему кое-что слишком безумное, чтобы это пересказывать, но Штиллера отвлекает падение посуды, и в следующий миг Лаузе исчезает. Его место занимает совершенно незнакомый человек по имени Фриц Вальфанг. Выслушав Штиллера, он соглашается помочь в расследовании. Все сотрудники уверяют, что никогда не слышали о Лаузе, в отделе кадров также нет никаких подтверждений того, что такой человек вообще когда-либо работал в IKZ. Дочь профессора Ева (о которой Штиллер никогда раньше не слышал, хотя хорошо знал Фолльмера), приехавшая из-за границы на похороны, ничего не знает о таинственном открытии отца. Фриц обращается за помощью к другу-полицейскому Францу Хану. В это время Майя, секретарша Штиллера, чем-то очень тяжело заболевает, а новая, Глория Фромм, присланная директором института Гербертом Зискинсом, старается отвлечь его от расследования. Фред начинает подозревать, что Зискинс что-то скрывает. Впоследствии он узнает, что Зискинс использует «Симулакрон» в личных целях — помогает своему другу-металлопромышленнику просчитать кое-какие необходимые данные. 
Дело в том (во всех последующих произведениях киберпанка и кино это некстати убрано), что Симулакрон был создан для предсказания событий реального мира, поскольку там можно ускорять время на многие десятилетия вперёд. В конце первой серии Штиллер сидит в кафе, и нему приходит Фриц Вальфанг. Он просит доступа в киберпространство для второй встречи с индивидуальной единицей по имени Эйнштейн, созданной лично покойным Фолльмером (после первой встречи Штиллер выходит в реальный мир через телефонную будку, что потом заимствует "Матрица" Ванчовски). Фред отвечает «не сегодня», и тогда Фриц начинает изъясняться как Эйнштейн. Фред понимает, что это не Фриц, а именно Эйнштейн, вселившийся в тело его нового друга. Он избивает Эйнштейна, требуя объяснений. Эйнштейн отвечает, что мир, который Штиллер считал реальным - такая же имитационная модель, как виртуальная реальность в «Симулакроне». И он, Штиллер, и все, кого он знает — также индивидуальные единицы. 
Фолльмера убили, потому что он знал это. По неясной причине (необходимость снять более длинным сам фильм) он не смог внятно ничего никому рассказать. Почему его не стёрли, как Лаузе, неясно. Также Эйнштейн сообщает, что намерен выбраться в реальный мир. Штиллер по неясным причинам теряет сознание. Удивлённый Эйнштейн склоняется над ним.

### 2-я серия
Придя в себя, Штиллер продолжает избивать Эйнштейна, хотя тот сопротивляется. Оказалось, что Марк Хольм, главный инженер «Симулакрона», поставил опыт, в итоге которого сознания Вальфанга и Эйнштейна поменялись местами. Никаких для него последствий это не имело. Более того, по его указке сделали копию самого Зискинса, но в Симулакроне он певец. 
Фред пытается рассказать коллегам о том, что услышал от Эйнштейна, но ему не верят, списывают всё на психоз и отстраняют от работы. Майя исчезает, оставив квартиру неубранной, что совершенно не характерно для неё. Фред снова встречается с Глорией Фромм. Она признается, что уже давно и близко знает Зискинса. Они проводят вместе ночь. 
Утром за Штиллером приходят двое. Он сбегает через окно и уезжает, пока Глория задерживает врагов. На дороге его ловит напарник Хана и привозит к себе в офис, чтобы спрятать. Там Фред встречает Франца и решает, что именно он — контактер (человек из реального мира, прибывший в их реальность). Хан с напарником объясняют Фреду, что люди продолжают пропадать — также, как Лаузе и Майя. Также они говорят о предстоящей в ближайшее время забастовке в институте, спровоцированной Вальфангом и связанной с отстранением Штиллера. После ухода напарника Хан признается, что верит Штиллеру. Фред начинает подозревать, что контактером является Ева. Он звонит ей из телефонной будки и просит о немедленной встрече, пока Хан ждет его в машине. Неожиданно Хан заводит мотор и съезжает на полном ходу в реку. Фреда узнают (его разыскивает полиция по обвинению в убийстве Фолльмера), и он срочно вынужден бежать. Он приезжает в свой коттедж в горах. Скоро подъезжает Ева. Она говорит, что беспокоится о нём и ничего не знает о «Симулакроне». Он велит ей вернуться в город и обещает позвонить, когда разберется с проблемами. Она уходит. Штиллер стреляет ей вслед из охотничьего ружья, но оказывается, что Евы там нет (тут виден прообраз меняющих тела-носители агентов из цикла "Матрицы"), а вместо неё находится овчарка, которую он убивает при нападении на него. На Фреда падает дерево, но он успевает увернуться. Его дом взрывается из-за утечки газа из баллонов. 
Он возвращается в город и останавливается в отеле. Там его уже ждёт Ева. Он прямо спрашивает, является ли она контактёром. Ева объясняет, что термин неверен: контактерство действительно имело место раньше, но эта практика оказалась ошибочной и уже давно прекращена. Далее она рассказывает, что он, Фред — физически точная виртуальная копия её мужа, управляющего этой реальностью. У реального Фреда Штиллера на почве долгой власти над виртуальным миром развилась мания величия, и он вообразил себя богом. Это он издевался над своей виртуальной копией и теперь намерен убить её. Виртуального Фреда застрелят утром на забастовке в IKZ. Ночь они проводят вместе. 
Утром Фред намерен приехать в IKZ и рассказать коллегам всю правду. Ева умоляет его остаться. Тогда он «вырубает» её и уезжает. Во дворе института он забирается на крышу машины и пытается рассказать все, но его расстреливают полицейские. Он приходит в себя в незнакомой комнате, где видит Еву. Фред выглядывает в окно (пейзаж не показан). Он понимает, что сейчас находится в реальном мире в теле своего прототипа, который погиб в виртуальной реальности во дворе IKZ. Он приходит в восторг от того, что жив. Он произносит «я есть», после чего они с Евой начинают кувыркаться на полу.

## В ролях
- Клаус Лёвич — доктор Фред Штиллер (в книге — Даглас Холл)
- Барбара Валентин — Глория Фромм, новая секретарша Штиллера
- Маша Раббен — Ева Фолльмер (в книге — Джоан «Джинкс» Фуллер)
- Карл Хайнц Фосгерау — Герберт Зискинс, директор IKZ (в книге — Гораций П. Сичкин)
- Вольфганг Шенк — Франц Хан, полицейский, друг Штиллера (в книге — лейтенант Макбейн)
- Гюнтер Лампрехт — Фриц Вальфанг, новый начальник службы безопасности IKZ (в книге — Чак Уитни)
- Улли Ломмель — Рупп (журналист)
- Адриан Ховен — профессор Генри Фолльмер (в книге — Хэннон Фуллер)
- Иван Десни — Гюнтер Лаузе, старый начальник службы безопасности IKZ
- Курт Рааб — Марк Хольм, главный инженер проекта «Симулакрон»
- Маргит Карстенсен — Майя Шмидт-Центнер, старая секретарша Штиллера
- Готфрид Йон — индивидуальная единица Эйнштейн (в книге — Фил Эштон)
- Рудольф Ленц — Хартманн, инвестор проекта «Симулакрон»
- Эдди Константин — человек в «Роллс-Ройсе»
- Соланж Прадель — певица
- Эль Хеди Бен Салем — телохранитель
- Эльма Карлова — официантка
- Кристиана Майбах — женщина в баре
- Арнольд Маркиз — Гюнтер Лаузе (голос, в титрах не указан)

## Влияние
В «Мире на проводе» впервые поднята тема человека, осознавшего, что реальность вокруг виртуальна. Впоследствии эту тему эксплуатировали создатели таких фильмов, как «Нирвана», «Матрица», «Экзистенция», «Тринадцатый этаж». В «Нирване» такой человек показан глазами создателя виртуальной реальности. В «Матрице» эта тема использована как средство для исследования философского вопроса «что на самом деле реально?» «Экзистенция» рассказывает о виртуальной игре нового поколения, на создателей которой открывают охоту конкуренты. В результате вся история оказывается видеоигрой. Финал фильма заставляет задуматься, прошли герои игру или только вышли на новый уровень. «Тринадцатый этаж» (ещё одна экранизация «Симулакрона-3», но весьма вольная) практически полностью повторяет сюжет «Мира на проводе», сокращённый примерно в два раза и с большим количеством спецэффектов. При этом многие логические объяснения происходящего, бывшие в фильме-прототипе, убраны, и от этого сюжет во многом нелогичен. Также в нём показан реальный мир (тогда как в «Мире на проводе» показали только одну комнату, также из разговора Фреда и Евы в отеле можно узнать, что в реальном мире нет сигарет). Фильм вышел одновременно с «Матрицей», поэтому не был замечен большей частью публики и провалился в прокате.

## Художественные особенности
В фильме впервые в истории показано киберпространство (за девять лет до введения этого термина Уильямом Гибсоном). В отличие от большинства версий, приведенных в более поздних киберпанк-фильмах, в «Мире на проводе» оно населено полноценными личностями. Также отсутствует сцена прохода в киберпространство (в большей части киберпанк-произведений проход представлен как некий портал, тоннель из красок). Комната (показанная часть реального мира) не футуристична — жилое помещение, выдержанное в модном стиле хай-тек, тогда как в IKZ помещение, в котором находился «Симулакрон» — футуристическая научная лаборатория.